# Skrol
Skrol je český avantgardní postindustriální soubor, někdy též označovaný jako symfonický industriál, správněji však martial industrial, působící od roku 1995. Pro jeho tvorbu je typické specifické propojení soudobé vážné hudby s industriálními a dark-ambientními technikami.

## Členové
- Vladimír Hirsch – leader, skladatel, klávesové nástroje, samplery, zpěv
- Martina Sanollová – zpěv, klávesy
- Tom Saivon – digitální technika, texty
- Marianna Auster (od roku 2011) – videomaker, performer

## Historie souboru
Soubor vznikl v roce 1995 na troskách post-punkové formace Der Marabu, která se od roku 1987 s častými přestávkami objevovala na pódiích pražských klubů nezávislé scény. Skrol tvoří skladatel a hráč na klávesové nástroje Vladimír Hirsch, zpěvačka Martina Sanollová a Tom Saivon, který je autorem některých hlukových bází, textařem a manažerem skupiny v jedné osobě.
Hudba souboru patří mezi symfo-industriální projekty. Neoklasické programové vlivy vycházejí z pramenů, které lze najít především ve slovanské melodice a harmonizaci, v čemž se odráží snaha o navázání na vlastní etnické hudební kořeny, tedy i na hudbu, z těchto tradic čerpající. Tato cesta je v tvorbě skupiny směrována mnohem více k moderní formě hudby vážné, i když neopouští ani rockové základy, ani písňovou formu. Způsob práce spočívá nejen v rozvinutí zvukových možností nástrojového obsazení (syntetizéry či samplery pracující s rozličnými podobami nástrojů klasického symfonického orchestru), ale též v integraci hudebního sdělení do digitálně vytvářených ambientních struktur. Skrol se pokouší dosáhnout organického sepětí vlastní alternativy vážné hudby s prostředím postindustriální kultury a vytvořit tak novou formu, kterou autor Vladimír Hirsch nazývá „integrovanou hudbou“.
Svá alba soubor vydává u zahraničních vydavatelství. Koncertuje jak v Česku, na Slovensku, v Polsku a západní Evropě, hlavně v Německu a Nizozemí. V roce 1998 absolvoval britské a v roce 2001 měsíční, velmi úspěšné americké turné.

## Diskografie
Alba :
- Heretical Antiphony, M.D.Propaganda, Německo, CD, 1996, vydáno 1999 (45 minut)
- The Fall Verified, CatchArrow Recordings, CD, 1997, (46 minut)
- Insomnia Dei, RRRecords, USA, CD, 2002 (42 minut)
- Dances And Marches For The Orphan Age, Dagaz Music, Portugalsko, CD, 2005 (53 minut), reedice 2014 (CSIndustrial)
- New Laws / New Orders, Twilight Records (Argentina), 2009
- Live, Integrated Music Records (Česko), 2011
- Apostasy, Integrated Music Records (Česko), 2018
- Eschaton, Old Captain, 2019[3]

10´´ :
- Martyria, Power & Steel, vinyl, 1999, (25 minut)

Minialba :
- Aegis, CatchArrow Recordings, CDr, 1998, (17 minut)

Kompilace :
- Thorak, WAVS 2003 Records, CD, 1998, (skladba „Ewigkeit“)
- Behind The Iron Curtain / Ten Years Of Madness, Achtung Baby ! Records 2 CD, 2000, (skladba „Fall A Prey“)

Video / DVD  :
- What The Eye Have Seen Have Not Seen, Ars Morta Universum, DVD, VHS, 1999, (60 minut)